# Белый светодиод
Бе́лый светодио́д — полупроводниковый прибор, излучающий свет, вызывающий в силу особенностей психофизиологии восприятия цвета человеком (метамерия) ощущение света, близкого к белому.
Различают два вида белых светодиодов:
- Многокристальные светодиоды, чаще — трёхкомпонентные (RGB-светодиоды), имеющие в своём составе три полупроводниковых излучателя красного, зелёного и синего свечения, объединённые в одном корпусе.
- Люминофорные светодиоды, создаваемые на основе синего, фиолетового или ультрафиолетового светодиода (экспериментальные образцы), имеющие в своём составе слой специального люминофора, преобразующего в результате фотолюминесценции часть излучения светодиода в свет в относительно широкой спектральной полосе с максимумом в области жёлтого (наиболее распространённая конструкция). Излучение светодиода и люминофора, смешиваясь, дают белый свет различных оттенков.

## История изобретения
Первые полупроводниковые излучатели красного цвета для промышленного использования были получены Н. Холоньяком в 1962 году. В начале 70-х годов появились светодиоды жёлтого и зелёного цвета свечения. Световой выход этих, в то время ещё малоэффективных, устройств к 1990 году достиг уровня в один люмен. В 1993 году Сюдзи Накамура, инженер компании Nichia (Япония), создал первый синий светодиод высокой яркости. Практически сразу появились светодиодные RGB-устройства, поскольку синий, красный и зелёный цвета позволяли получить любой цвет, в том числе и белый. Белые люминофорные светодиоды впервые появились в 1996 г. В дальнейшем технология быстро развивалась, и к 2005 году световая отдача светодиодов достигла значения 100 лм/Вт и более. Появились светодиоды с различными оттенками свечения, качество света позволило конкурировать с лампами накаливания и ставшими уже традиционными люминесцентными лампами. Началось использование светодиодных осветительных устройств в быту, во внутреннем и уличном освещении.

## RGB-светодиоды
Белый свет может быть создан путём смешивания излучений светодиодов различного цвета. Наиболее распространена трихроматическая конструкция из красного (R - red), зелёного (G - green) и синего (B - blue) источников, хотя встречаются бихроматические, тетрахроматические и более многоцветные варианты, которые могут быть использованы в больших светодиодных экранах, например, для рекламных щитов.
Многоцветный светодиод, в отличие от других RGB полупроводниковых излучателей (светильники, лампы, кластеры), имеет один законченный корпус, чаще всего аналогичный одноцветному светодиоду. Светодиодные чипы располагаются рядом друг с другом и используют одну общую линзу и отражатель. Поскольку полупроводниковые чипы имеют конечный (ненулевой) размер и собственные диаграммы направленности, такие светодиоды чаще всего имеют неравномерные угловые цветовые характеристики. Кроме того, для получения правильного соотношения цветов зачастую недостаточно установить расчётный ток, поскольку световая отдача каждого чипа не известна заранее и подвержена изменениям в процессе работы. Для установки нужных оттенков RGB-светильники иногда оснащают специальными регулирующими устройствами.
Отличительной особенностью спектра RGB-светодиода является линейчатый спектр, определяющийся спектром составляющих его полупроводниковых излучателей. Такой спектр сильно отличается от спектра Солнца, поэтому индекс цветопередачи такого типа не подходит для использования в освещении. В то же время RGB-светодиод обладает возможностью управлять цветом излучения путём изменения тока каждого светодиода, входящего в «триаду», регулировать цветовой тон излучаемого ими белого света прямо в процессе работы — вплоть до получения отдельных самостоятельных цветов. Это определяет сферу его применения в качестве источников для декоративной подсветки и в устройствах создания изображений.
Многоцветные светодиоды имеют зависимость световой отдачи и цвета от температуры за счёт различных характеристик составляющих прибор излучающих чипов, что сказывается в незначительном изменении цвета свечения в процессе работы. Срок службы многоцветного светодиода определяется долговечностью полупроводниковых чипов, зависит от конструкции и чаще всего превышает срок службы люминофорных светодиодов.
Кроме трёхцветных, также выпускаются RGBW-светодиоды, содержащие в дополнение к светодиодами трёх цветов (R, G, B) источник широкого спектра — люминофорный белый светодиод (см. ниже); RGBWW-светодиоды, содержащие тёплый белый (WarmWhite) источник широкого спектра; а также варианты с комбинацией нескольких белых с разной цветовой температурой. Такие светодиоды могут создавать как выраженную окрашенную подсветку, так и быть источником широкополосного белого света, лишённого линейчатости, аналогичного спектру люминофорных белых светодиодов.
Многоцветные светодиоды используются в основном для декоративной и архитектурной подсветки, в электронных табло и в видеоэкранах.
- Кристаллы RGB-светодиода в пластиковом корпусе
- Участки светоиспускания, увеличенные линзой пластикового корпуса
- Кристаллы и микрочип переключения RGB-светодиода с двумя контактами в пластиковом корпусе
- SMD RGB-светодиод с 6 контактами
- Светящийся SMD RGB-светодиод (макросъёмка)
- Чип SMD RGB-светодиода 1,6x1,6x0,35 мм (макросъёмка)
- Многоцветный светодиод SMD 5050 RGB-светодиодной ленты

## Люминофорные светодиоды
Комбинирование синего (чаще), фиолетового или ультрафиолетового (не используются в массовой продукции) полупроводникового излучателя и люминофорного конвертера позволяет изготовить недорогой источник света с неплохими характеристиками. Самая распространённая конструкция такого светодиода содержит синий полупроводниковый чип нитрида галлия, модифицированный индием (InGaN) и люминофор с максимумом переизлучения в области жёлтого цвета — иттрий-алюминиевый гранат, легированный трёхвалентным церием (ИАГ). Часть мощности исходного излучения чипа покидает корпус светодиода, рассеиваясь в слое люминофора, другая часть поглощается люминофором и переизлучается в области меньших значений энергии. Спектр переизлучения захватывает широкую область от красного до зелёного, однако результирующий спектр такого светодиода имеет ярко выраженный провал в области зелёного-сине-зелёного цвета.
В зависимости от состава люминофора выпускаются светодиоды с разной цветовой температурой («тёплые» и «холодные»). Путём комбинирования различных типов люминофоров достигается значительное увеличение индекса цветопередачи (CRI или Ra). На 2017 год уже существуют светодиодные панели для фото- и киносъёмки, где цветопередача критична, но такое оборудование дорого, а производители — единичны.
Один из путей увеличения яркости люминофорных светодиодов при сохранении или даже снижении их стоимости — увеличение тока через полупроводниковый чип без увеличения его размеров — увеличение плотности тока. Такой метод связан с одновременным повышением требований к качеству самого чипа и к качеству теплоотвода. С увеличением плотности тока электрические поля в объёме активной области снижают световой выход. При достижении предельных токов, поскольку участки светодиодного чипа с различной концентрацией примеси и разной шириной запрещённой зоны проводят ток по-разному, происходит локальный перегрев участков чипа, что влияет на световой выход и долговечность светодиода в целом. В целях увеличения выходной мощности при сохранении качества спектральных характеристик, теплового режима выпускаются светодиоды, содержащие кластеры светодиодных чипов в одном корпусе.
Одна из самых обсуждаемых тем в области технологии полихромных светодиодов — это их надёжность и долговечность. В отличие от многих других источников света, светодиод с течением времени меняет свои характеристики светового выхода (эффективности), диаграммы направленности, цветовой оттенок, но редко выходит из строя полностью. Поэтому для оценки срока полезного использования принимают, например для освещения, уровень снижения светоотдачи до 70 % от первоначального значения (L70). То есть, светодиод, яркость которого в процессе эксплуатации снизилась на 30 %, считается вышедшим из строя. Для светодиодов, используемых в декоративной подсветке, используется в качестве оценки срока жизни уровень снижения яркости 50 % (L50).
Срок службы люминофорного светодиода зависит от многих параметров. Кроме качества изготовления самой светодиодной сборки (способа крепления чипа на кристаллодержателе, способа крепления токоподводящих проводников, качества и защитных свойств герметизирующих материалов), время жизни в основном зависит от особенностей самого излучающего чипа и от изменения свойств люминофора с течением наработки (деградация). Причём, как показывают многочисленные исследования, основным фактором влияния на срок службы светодиода считается температура.

### Влияние температуры на срок службы светодиода
Полупроводниковый чип в процессе работы часть электрической энергии отдаёт в виде излучения, часть в виде тепла. При этом, в зависимости от эффективности такого преобразования, количество тепла составляет около половины для самых эффективных излучателей или более. Сам полупроводниковый материал обладает невысокой теплопроводностью, кроме того, материалы и конструкция корпуса обладают определённой неидеальной тепловой проводимостью, что приводит к разогреву чипа до высоких (для полупроводниковой структуры) температур. Современные светодиоды работают при температурах чипа около 70-80 градусов. И дальнейшее увеличение этой температуры при использовании нитрида галлия недопустимо. Высокая температура приводит к увеличению количества дефектов в активном слое, приводит к повышенной диффузии, изменению оптических свойств подложки. Всё это приводит к увеличению процента безызлучательной рекомбинации и поглощению фотонов материалом чипа. Увеличение мощности и долговечности достигается усовершенствованием как самой полупроводниковой структуры (снижение локального перегрева), так и развитием конструкции светодиодной сборки, улучшением качества охлаждения активной области чипа. Также проводятся исследования с другими полупроводниковыми материалами или подложками.
Люминофор также подвержен действию высокой температуры. При длительном воздействии температуры переизлучательные центры ингибируются, и коэффициент преобразования, а также спектральные характеристики люминофора ухудшаются. В первых и некоторых современных конструкциях полихромных светодиодов люминофор наносится прямо на полупроводниковый материал и тепловое воздействие максимально. Кроме мер по снижению температуры излучающего чипа, производители используют различные способы снижения влияния температуры чипа на люминофор. Технологии изолированного люминофора и конструкции светодиодных ламп, в которых люминофор физически отделён от излучателя, позволяют увеличить срок службы источника света.
Корпус светодиода, изготавливаемый из оптически прозрачной кремнийорганической пластмассы или эпоксидной смолы, подвержен старению под воздействием температуры и со временем начинает тускнеть и желтеть, поглощая часть излучаемой светодиодом энергии. Отражающие поверхности также портятся при нагреве — вступают во взаимодействие с другими элементами корпуса, подвержены коррозии. Все эти факторы в совокупности приводят к тому, что яркость и качество излучаемого света постепенно снижается. Однако этот процесс можно успешно замедлить, обеспечивая эффективный теплоотвод.

### Конструкция люминофорных светодиодов
Современный люминофорный светодиод — это сложное устройство, объединяющее много оригинальных и уникальных технических решений. Светодиод имеет несколько основных элементов, каждый из которых выполняет важную, зачастую не одну, функцию:
- Светодиодный чип. Полупроводниковый материал, используемый в составе светодиодов, кроме собственно способности излучать свет с высокой эффективностью, должен иметь хорошую оптическую прозрачность (для обеспечения свободного выхода квантов света из активной области), иметь хорошую электрическую проводимость (для снижения активных потерь при прохождении тока) и ещё удовлетворять многим критериям технологичности в производстве.
- Люминофор. Слой люминофора или смеси люминофоров подбирается весьма тщательно. Кроме достаточно широкого спектра переизлучения, активный материал и вещество, которое играет роль носителя, должны обеспечивать минимальный уровень безызлучательного поглощения. Особое внимание уделяется температурной стойкости и стабильности при длительной работе. Способ нанесения люминофора во многом определяет цветовые характеристики, в том числе угловые характеристики цвета и яркости[28].
- Кристаллодержатель. Медный или другой материал, обработанный специальным образом для обеспечения хороших отражающих свойств и максимальной теплопроводности. Современные конструкции светодиодов позволяют обеспечить достаточно низкое тепловое сопротивление, например, за счёт пайки на поверхность (SMD) теплопроводного элемента корпуса светильника. Кристаллодержатель обычно сочетает в себе и функцию отражателя света, поскольку часть переизлучённой энергии, а также часть рассеянного в слое люминофора света возвращается обратно.
- Клей или эвтектический сплав. Способ крепления светодиодного чипа в корпусе должен обеспечивать прочность соединения, хороший и равномерный электрический контакт и отличную теплопроводность. Кроме этого, должен иметь хорошую отражающую способность и выдерживать длительное воздействие высокой температуры.
- Отражатель. Форма и размер отражателя, совместно с оптической линзой, формируют необходимую диаграмму направленности светодиода. Для увеличения отражающей способности поверхности кристаллодержателя, отражателя и токоподводящих элементов имеют специальные покрытия из различных материалов, от простых вариантов из серебра и алюминия до сложных композитных покрытий, представляющих собой распределённый брэгговский отражатель[29].
- Защитный компаунд, объединяющий собственно элемент, защищающий структуру светодиода от коррозии и воздействия окружающей среды, и линзу (в случае необходимости фокусирования светового потока).
- Токоподводящие элементы. Проводники или токоподводящие нити подводят ток к верхней, направленной наружу, стороне полупроводникового чипа. Такой проводник и способ его крепления должен, с одной стороны, обеспечить хороший контакт и низкое активное сопротивление току, с другой стороны, не должен препятствовать выходу света.

Все элементы конструкции светодиода испытывают тепловые нагрузки и должны быть подобраны с учётом степени их теплового расширения. И немаловажным условием хорошей конструкции является технологичность и низкая стоимость сборки светодиодного прибора и монтажа его в светильник.

### Яркость и качество света
Самым важным параметром считается даже не яркость светодиода, а его световая отдача, то есть световой выход с каждого ватта потреблённой светодиодом электрической энергии. Световая отдача современных светодиодов достигает 190 лм/Вт. Теоретический предел технологии оценивается более чем в 300 лм/Вт. 
Второй не менее важный параметр — качество производимого светодиодом света. Для оценки качества цветопередачи существует три параметра:
- Цветовая температура, цветовая коррелированная температура (correlated color temperature, CCT) — характеризует оттенок цвета, даётся производителями для указания субъективного восприятия цветового оттенка света, производимого источником, в сравнении с Планковским чёрным телом, нагретым до указанной температуры (в Кельвинах). Для освещения жилых помещений преимущественно используют излучатели тёплого света (от 2700 K до 3000 K) и в некоторых случаях нейтрального (от 3500 K до 4000 K).
- Индекс цветопередачи (color rendering index, CRI) — характеризует полноту спектра излучения, способность передавать правильно цвет предметов, по сравнению с солнечным светом. Определяется по стандарту опытным путём при сравнении цвета восьми эталонов, освещённых тестовым источником и максимально приближенным к идеальному. Считается, что источник бытового освещения должен иметь индекс цветопередачи не менее 80.
- Качество света. Цветовая температура и индекс цветопередачи во многих случаях не могут адекватно передать качество производимого светодиодами света. Это в основном определяется особенностями спектра с резкими выбросами и провалами. Некоторые цвета, такие как глубокий красный, не анализируются по стандарту измерения CRI. Для более полной оценки качества света принимаются новые методики, например основанные не на восьми, а на девяти эталонах (с дополнительным девятым эталоном красного цвета R9), шкала качества цвета (Color Quality Scale, CQS), которая в будущем может заменить CRI[33][34].

### Люминофорный светодиод на базе ультрафиолетового излучателя
Кроме уже ставшего распространённым варианта комбинации синего светодиода и ИАГ, развивается также конструкция на базе ультрафиолетового светодиода. Полупроводниковый материал, способный излучать в близкой ультрафиолетовой области, покрывают несколькими слоями люминофора на базе европия и сульфида цинка, активированного медью и алюминием. Такая смесь люминофоров дает максимумы переизлучения в районе зелёной, синей и красной областей спектра. Полученный белый свет обладает весьма хорошими характеристиками качества, однако эффективность такого преобразования пока невелика. 

### Достоинства и недостатки люминофорных светодиодов
Учитывая высокую стоимость светодиодных источников освещения по сравнению с традиционными лампами, необходимы веские причины для использования таких устройств:
- Основное преимущество белых светодиодов — высокий КПД. Низкое удельное энергопотребление позволяет применять их в длительно работающих источниках автономного и аварийного освещения.
- Высокая надежность и длительный срок службы позволяют говорить о возможной экономии на замене ламп. Кроме того, использование светодиодных источников света в труднодоступных местах и уличных условиях позволяет снизить затраты на обслуживание. В совокупности с высокой эффективностью, можно сказать о существенной экономии средств при использовании светодиодного освещения в некоторых применениях.
- Малый вес и размер устройств. Светодиоды отличаются малыми габаритами и пригодны для использования в труднодоступных местах и малогабаритных переносных устройствах, в подсветке LCD-экранов, сканеров и множестве других устройств, где требуется компактный источник света.
- Отсутствие ультрафиолетового и инфракрасного излучения в спектре позволяет использовать светодиодное освещение без вреда для человека и в специальных целях (например, для освещения раритетных книг или других подверженных влиянию света предметов), так как ультрафиолет губителен для тканей, живописи и кожи человека, а инфракрасное излучение дает много тепла и может привести к ожогам[37]. Однако безопасность видимого спектра также бывает переоценена[38].
- Отличная работа и запуск при отрицательных температурах без ухудшения параметров позволяет применять светодиодные светильники для освещения улиц и неотапливаемых помещений.
- Светодиоды — безынерционные источники света, они не требуют времени на прогрев или выключение (как, например, люминесцентные или дуговые лампы), количество циклов включения и выключения не оказывает негативного влияния на их надежность. Низкая инерционность позволят применять светодиодные лампы и светильники совместно с различными датчиками движения или звука, что обеспечивает дополнительную экономию за счёт автоматического включения светильника по потребности.
- Хорошая механическая прочность позволяет использовать светодиоды в тяжёлых условиях эксплуатации.
- Легкость регулирования мощности как скважностью, так и регулированием тока питания без снижения параметров эффективности и надёжности.
- Безопасность использования, нет опасности поражения электрическим током за счет низкого питающего напряжения.
- Низкая пожароопасность, возможность использования в условиях взрывоопасности и опасности возгорания за счет отсутствия накальных элементов.
- Влагостойкость, стойкость к воздействию агрессивных сред.
- Химическая нейтральность, отсутствие вредных выбросов и отсутствие специальных требований к процедурам утилизации.

Но есть и недостатки:
- Белые светодиоды в производстве значительно дороже и сложнее аналогичных по световому потоку ламп накаливания, хотя их цена постоянно снижается.
- Недорогие экземпляры обладают невысоким качеством цветопередачи, низким индексом CRI. Светодиоды с высоким CRI и изделия на их основе имеют более высокую цену.
- Существуют опасения о вреде светодиодных источников для подверженных влиянию света предметов, например, произведений искусства.[38][39] Также вероятно вредное воздействие на органы зрения.[40] Подобные утверждения и исследования, как правило, относятся к холодным лампам (>5000 К, чей свет в значительной мере отличается от привычного солнечного спектра).
- При переходе от бытовых к промышленным светильникам требуется продуманная и надёжная система охлаждения.
- Ограниченная возможность работы при повышенных температурах окружающей среды более 60 — 80 °C[41]
- В силу значительной нелинейности вольт-амперной характеристики светодиоды не могут питаться напрямую от источников напряжения и требуют для сохранения высокого КПД всей системы применения достаточно сложных специализированных источников питания — драйверов. В бытовых светодиодных лампах преобразователь встраивают в цоколь, что повышает требования к его охлаждению.
- Срок службы светодиодов и построенных на их основе ламп и светильников зависит от плотности тока и температуры кристалла в рабочем режиме. Производители недорогих светодиодных ламп и светильников зачастую завышают эти параметры, в связи с чем они имеют малый срок службы.
- Светодиодные светильники чаще всего не имеют возможности заменить светодиоды без специального инструмента, и при выходе из строя требуется замена светильника целиком.

Несоответствие спектра светодиодных источников света естественному солнечному вызывало негативное влияние на здоровье людей, в частности при работе с компьютером в течение длительного времени. Такие источники света негативно влияли на синтез мелатонина, циркадные ритмы; вызывали сонливость и ухудшали производительность труда. Этот недостаток побудил изготовителей светодиодов искать новые технологии, и были разработаны более безопасные светодиодные источники освещения. К сожалению, в РФ не уделяется достаточно внимания этой проблеме, и в результате экономичные, но небезопасные светодиодные светильники получили широкое распространение, в том числе в образовательных учреждениях — при наличии экономичной и безопасной альтернативы.
Светодиоды освещения обладают также особенностями, присущими всем полупроводниковым излучателям, учитывая которые, можно найти наиболее удачное применение, например, направленность излучения. Светодиод светит только в одну сторону без применения дополнительных отражателей и рассеивателей. Светодиодные светильники наилучшим образом подходят для местного и направленного освещения.

## Перспективы развития технологии белых светодиодов
Технологии изготовления светодиодов белого цвета, пригодных для целей освещения, находятся в стадии активного развития. Исследования в этой области стимулируются повышенным интересом со стороны общества. Перспективы значительной экономии энергии привлекают инвестиции в сферу изучения процессов, развития технологии и поиска новых материалов. Судя по публикациям производителей светодиодов и сопутствующих материалов, специалистов в области полупроводников и светотехники, можно обозначить пути развития в этой области:
- Исследования и поиск более эффективных и качественных люминофоров. Коэффициент преобразования люминофора влияет на общую эффективность светодиода, кроме того, спектр переизлучения во многом определяет качество излучаемого света. КПД самого на сегодняшний день популярного люминофора ИАГ составляет немногим более 95 %[45]. Эффективность же других люминофоров, обеспечивающих лучший спектр белого света, существенно меньше. Получение более эффективного, долговечного и с нужным спектром люминофора является целью многочисленных исследований[46][47][48][49][50][51].
- Комбинированные многокомпонентные светодиоды. Кроме комбинации полупроводниковых чипов различного цвета появляются светодиоды, содержащие несколько цветных чипов и люминофорный компонент[4]. Результирующий многокристальный светодиод получается ярким и хорошего качества, но его стоимость пока высока.
- Белые светодиоды на квантовых точках. Использование в качестве конвертора квантовых точек позволяет создать светодиод с хорошим качеством света[52], однако, эффективность такого метода пока невысока.
- Увеличение эффективности полупроводниковых излучающих материалов. Самый большой резерв эффективности — светодиодный чип. Квантовый выход для большинства полупроводниковых структур не превышает 50 %. Пока что самый высокий уровень эффективности достигнут у красных светодиодов и составляет чуть больше 60 %[53].
- Переход на более дешёвые полупроводниковые структуры. Эпитаксиальные структуры на базе нитрида галлия (GaN) традиционно выращивают на подложке из сапфира. Использование в качестве основы других материалов, например, карбида кремния, чистого кремния, оксида галлия[54], позволяет существенно снизить стоимость светодиода[55]. Кроме попыток легирования нитрида галлия разными веществами, исследования ведутся с другими полупроводниковыми материалами — ZnSe, InN, AlN, BN.
- Светодиоды без люминофора на базе эпитаксиальной структуры ZnSe на подложке ZnSe, активная область которой испускает синий, а подложка одновременно (за счет того, что селенид цинка — эффективный люминофор сам по себе) — жёлтый свет[56].
- Светодиоды с полупроводниковыми преобразователями излучения. Дополнительный слой полупроводника с меньшей шириной запрещенной зоны способен поглотить часть световой энергии, что приводит к вторичному излучению в области меньших значений энергии[57].